# Оушън Шорс
Оушън Шорс (на английски: Ocean Shores) е град в окръг Грейс Харбър, щата Вашингтон, САЩ. Оушън Шорс е с население от 3836 жители (2000) и обща площ от 31,3 km². Намира се на 7 m надморска височина. ЗИП кодът му е 98569, а телефонният му код е 360.